# Теудис
Теудис (на испански: Teudis; на португалски: Têudis; Theudis; Teudi; † юни 548 г. в Севиля) е крал на вестготите в Испания от декември 531 до 548 г.
След убийството на Амаларих, последният крал от Балти династията, в похода му против франките, на трона идва Теудис. Той е от остготски произход и оръженосец при Теодорих Велики. Женен е за много богата римлянка от Испания и си добавя името Флавий. Теудис има сестра и е чичо на Хилдебад (остготоски крал 540 – 541) и на нейния внук Тотила (остготски крал в Италия от 542 до 552).
Продължава битките против франките. Държи се неутрално по време на войните на византийския император Юстиниан I 533 г. с вандалите и 534 г. с остготите.
През 541 г. франките на Хлотар I и Хилдеберт I нападат вестготите и обсаждат Сарагоса. Теодис успява да ги прогони.
През 548 г. Теудис е убит от вестгот в двореца Севиля. Поставят за крал Теудигизел, който след една година е сменен от Агила I.